# Subtext
Unter Subtext versteht man in der Sprachwissenschaft eine Ebene, die der expliziten Aussage eines Satzes als zusätzliche, implizite Bedeutungsebene unterlegt ist.

## Definition
Häufig wird als Subtext auch dasjenige definiert, was „eigentlich“ gesagt werden soll; diese Definition ist jedoch ungenau und sogar problematisch, da die beiden Bedeutungsebenen in gegenseitigem Abhängigkeitsverhältnis stehen. Im Gegensatz zur expliziten Aussage, die im Idealfall für alle verständlich ist, erschließt Subtext sich nur solchen Lesern, Hörern usw., die über besondere zusätzliche Informationen verfügen. Das Verstehen von Subtext ist immer eine Interpretation, die auch als „Zwischen-den-Zeilen-Lesen“ bezeichnet wird und meistens äußerst vieldeutig ist. Ohne zu wissen, wer die Interpretation vornimmt und welche Vorerfahrungen dieser mitbringt, ist nicht vorhersehbar, wie die Interpretation des Subtextes ausfällt, was als Subtext verstanden wird oder ob überhaupt ein Subtext erkannt wird oder ob auch nur der Versuch des Erkennens gemacht wird.

## Verwendung von Subtext in Kunst und Gesellschaft
Subtext ist ein elementares Mittel der Kunst. Scheinbar spielerische oder ästhetisch verwendete künstlerische Stilmittel enthalten häufig Subtext, welcher zum Teil erst interpretiert werden muss und darum nur für einen Teil der Rezipienten erschließbar ist.
In der Literatur entsteht Subtext üblicherweise durch die Konnotation (Bedeutungsinhalt) von Worten und Sätzen. Beispielsweise in Theaterstücken kann ferner demselben geschriebenen Satz über eine Variation von Aussprache, Tonfall und Sprechweise sehr unterschiedlicher Subtext verliehen werden; solche sprachlichen Subtexte werden auch mit dem aus der Musik stammenden Wort Unterton bezeichnet. In der Musik können Stilfiguren auch etwa in Form von Sinnbildern oder musikalischen Zitaten verwendet werden, die nur von geschulten oder „eingeweihten“ Hörern als Subtext erkannt und entschlüsselt werden. In Film und Theater kommt zusätzlich die Ebene visueller Anspielungen auf Szenen anderer Filme und Stücke zum Zug, sowie die volle Bandbreite von Subtexten, die in Habitus, Gestik und Mimik der Schauspieler liegt. 
Subtexte können auch darauf abzielen, dem unerwünschten Teil in Publikum und Zuhörerschaft die Interpretation absichtlich nicht zu ermöglichen. Dies kann unter anderem durch verschleiernde Wortwahl geschehen, so etwa in der Jugendsprache oder Soziolekten. Angesichts von Zensur können auch oberflächlich belanglose Details eines Kunstwerks unterschwellig „subversiven“ Subtext enthalten und damit eigentlich untersagte Inhalte unzensiert durch die Kontrollen schleusen.

## Beispiele
- Situatives Verhalten (Gestik/Mimik): Nichtbeachtung eines Gesprächspartners oder unpassende Antworten liefern den Subtext, dass eine Person am Inhalt des Sprechenden gar nicht interessiert ist.
- Betonung: Je nach Tonfall und Sprechweise kann eine vom Wortlaut her neutrale Erklärung als herablassende Belehrung oder als freundlicher Hinweis verstanden werden.
- Ständiges oder wiederkehrendes Verhalten: Dauerhaft hingebungsvolles Bemühen eines Mannes gegenüber einem befreundeten Mann ist oft nur für Kenner als Ausdruck homosexueller Verliebtheit zu deuten; dasselbe Verhalten gegenüber einer Frau erkennt eine deutlich größere Zielgruppe.
- Suggestion / explizite Betonung durch Auslassung des (offensichtlich) Wesentlichen, z. B. Kabarettist Werner Schneyder über den Unterschied zwischen Bruno Kreisky und Helmut Kohl: „Österreich ist ein sehr unbedeutendes Land mit einem sehr bedeutenden Kanzler – Deutschland hingegen ist ein sehr bedeutendes Land.“
- Kritik durch Doppeldeutigkeit: der Kabarettist Werner Finck während des Zweiten Weltkriegs: „es gibt keine Nahrungsmittelknappheit, die Leute stellen sich nur an.“